# Iron Man 2
Pour l’article homonyme, voir Iron Man 2 (jeu vidéo).
Série l'univers cinématographique Marvel
L'Incroyable Hulk
(2008) Thor
(2011)
Série Iron Man
Iron Man
(2008) Iron Man 3
(2013)
Pour plus de détails, voir Fiche technique et Distribution.
Iron Man 2 est un film américain réalisé par Jon Favreau, sorti en 2010.
C'est la suite d'Iron Man (2008) du même réalisateur et précède Iron Man 3 (2013).
Il s'agit du troisième film de l'univers cinématographique Marvel, dont il fait partie de la phase une.

## Synopsis
Au moment où Tony Stark révèle au monde qu'il est Iron Man , à Moscou, Anton Vanko meurt dans la misère. Son fils Ivan décide alors de se venger de la famille Stark et jure de faire tomber Tony aussi bas que sa propre famille est tombée à cause d'Howard Stark. En effet, Ivan tombe sur les plans du réacteur ARK (dont la réplique miniature occupe actuellement le torse de Tony) avec les noms d'Anton Vanko et d'Howard Stark inscrits en dessous. Anton était un physicien soviétique qui passa à l'Ouest en 1963 et devint un associé d'Howard. Ensemble, ils inventèrent le réacteur ARK, mais Anton fut accusé d'espionnage et expulsé des États-Unis en 1967. Grâce à ces plans, Ivan construit à son tour un réacteur miniature.
Six mois plus tard, en mai 2011, Tony Stark inaugure l'ouverture de la Stark Expo à Flushing Meadows, comme l'avait fait son père en 1974. Mais le monde ignore que Stark est aujourd’hui malade et sur le point de mourir. Son générateur au palladium, qui empêche les éclats d'obus d'atteindre son cœur, empoisonne le sang de Stark à cause de la toxicité de l'élément. Au vu de son pronostic vital, Stark sombre dans la dépression, l'alcoolisme et l'autodestruction. De plus, il devient la cible du sénateur Stern (le président du Comité sénatorial des forces armées américaines) qui veut faire d'Iron Man la propriété des États-Unis par le biais de l'actuel fournisseur principal des forces armées, Justin Hammer. Dans le même temps, toujours à Moscou, Ivan Vanko a relié son réacteur miniature à des fouets qui sont ainsi électrifiés. Dans son manoir, à Malibu, Stark, conscient de l’imminence de sa mort, décide de léguer Stark Industries et d'en donner la direction à sa fidèle secrétaire Virginia « Pepper » Potts. Ivan, devenu Whiplash, acquiert de faux papiers pour se rendre au Grand Prix historique de Monaco. Alors que Stark va signer les contrats de succession, il fait la connaissance d'une nouvelle employée, Natalie Rushman (qui est en réalité un agent du SHIELD, Natasha Romanoff, chargée par le directeur de l'organisation, Nick Fury, de surveiller Stark). Subjugué par son charme, il lui demande de devenir sa nouvelle secrétaire et celle-ci accepte.
Lors du Grand Prix, Stark, plus intrépide que jamais, congédie le pilote de son écurie de course et prend sa place. C’est à ce moment que Vanko entre sur la piste et taille les voitures en pièces à l'aide de ses fouets. Par chance, Stark s’en sort indemne et Pepper Potts réussit, in extremis, à lui lancer son attaché-case contenant la nouvelle armure qu’il vient de créer. Stark remporte ce combat avec quelques difficultés, après quoi Ivan est arrêté par la police et mis en prison. Mais Justin Hammer le fait alors évader et fait simuler sa mort, lui demandant de l'aider à développer ses projets d'armement pour prendre la place de Stark.
De son côté, Stark va célébrer son anniversaire et, redoutant que ce soit le dernier, se livre à une débauche des plus débridées. Totalement saoul, il revêt son armure et s'en sert pour divertir ses invités. C’est à ce moment que, révolté par le comportement de son ami et le jugeant indigne de cette arme, le lieutenant-colonel James « Rhodey » Rhodes s’empare de l’armure Mark II (prototype de l’armure d’Iron Man). Après un combat épique entre les deux hommes ainsi équipés dans le manoir Stark, Rhodes abandonne Stark et emporte l'armure à la base Edwards.
Stark, délaissé par ses amis et toujours sur le point de mourir, est retrouvé au Randy's Donuts par Nick Fury. Lors de cette rencontre, Stark découvre la véritable identité de Rushman et sa mission. L'agent Romanoff injecte à Stark du dioxyde de lithium pour alléger ses symptômes et lui laisser plus de temps pour trouver un élément de substitution au palladium. Chez Hammer Industries, Justin découvre que Vanko commence à produire non pas des armures comme Stark mais des drones de combat. De retour dans le manoir, Fury confie à Stark que le réacteur ARK est basé sur une technologie inachevée, et qu’il incombe à Stark de parachever l’œuvre de son père. Hammer est convoqué à Edwards dans le but d'équiper le Mark II d’un arsenal offensif supplémentaire et de mettre à jour son logiciel. Grâce à une maquette de la Stark Expo de 1974, Stark parvient à concevoir un nouveau générateur en synthétisant un nouvel élément chimique, plus puissant que le palladium et sans danger pour sa santé.
Pendant ce temps, Vanko a construit au moins une trentaine de drones et a augmenté la puissance de sa propre armure. Hammer commence à douter de lui et le fait enfermer.
Ayant réussi à se débarrasser de ses geôliers, Vanko contacte Stark par téléphone et menace de faire subir en 40 minutes à ses proches ce que son père et lui ont subi durant 40 ans. Stark équipe en urgence son armure avec le nouveau générateur et, sans test préalable, se rend à la Stark Expo où Justin Hammer présente ses nouveaux drones ainsi que l'armure pilotée par Rhodes. Au cours de cette présentation, Vanko active à distance les drones de combat et pirate l'armure de Rhodes pour les envoyer combattre Stark. S’ensuit alors un combat entre Stark, les drones de Hammer et Rhodes.
Alors que Stark est sur le point d’affronter son ami, l'agent Romanoff réussit à entrer par effraction chez Hammer Industries et à désactiver les commandes à distance, rendant Rhodes à nouveau maître de son armure, et les deux héros de métal détruisent ensemble le reste des drones. C’est à ce moment que Vanko apparaît, vêtu de sa nouvelle armure, et les affronte.
Vanko est finalement vaincu grâce aux répulseurs de Stark et Rhodes. Mais Vanko, lourdement blessé, révèle à Stark que les drones sont programmés pour exploser tous en même temps. Tony et Rhodes s'enfuient à temps et Vanko meurt dans l'explosion. Stark sauve la vie de Pepper, qui était restée à proximité d'un drone vaincu et celle-ci, dépassée par les événements, lui donne sa démission. Mais Stark refuse et l'embrasse, lui avouant son amour. De son côté, Rhodes décide de ne pas rendre à Stark son armure et devient ainsi War Machine, permettant à l'armée américaine de ne plus dépendre de Stark.
Plus tard, Stark est de nouveau convoqué par Nick Fury qui lui avoue n'être plus certain que le projet Initiative (sur la création d'une équipe de super-héros) le concerne. Il s'appuie sur un rapport écrit par l'agent Romanoff décrivant le playboy milliardaire comme instable. Cependant, Fury lui apprend qu'il voudrait faire de lui un consultant du SHIELD, ce que Stark accepte, en échange de quoi, lui et Rhodes seront décorés à Washington, D.C. par le sénateur Stern.
Scène post-générique
Une voiture roule dans le désert du Nouveau-Mexique. L'agent Phil Coulson en sort, se dirige vers l'emplacement d'un cratère, sort son téléphone portable et dit : « Monsieur... Nous l'avons trouvé ». La caméra dévoile alors Mjolnir, le marteau de Thor.

## Fiche technique
Sauf indication contraire, les informations mentionnées dans cette section peuvent être confirmées par les bases de données cinématographiques IMDb et Allociné,  présentes dans la section « Liens externes ».

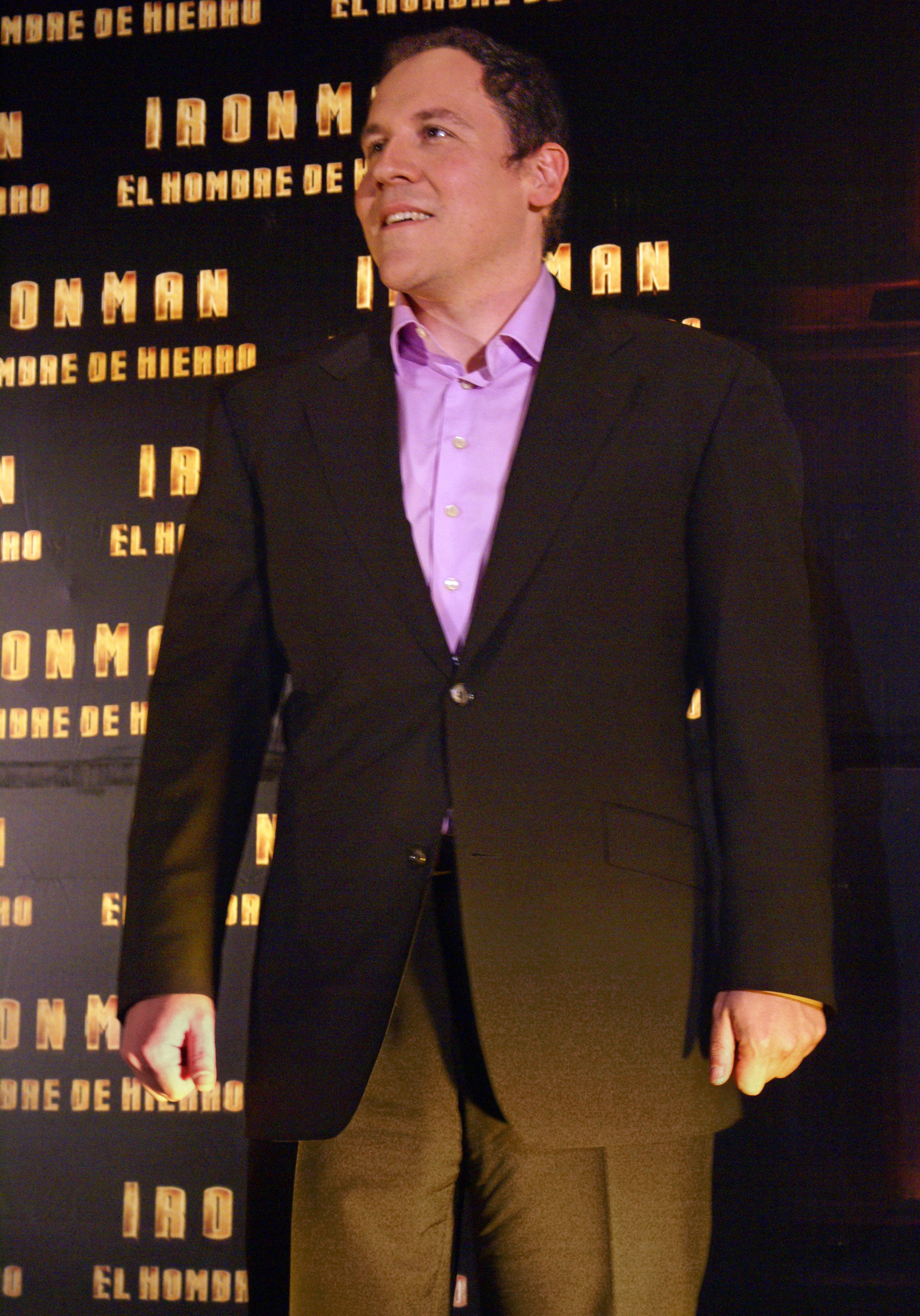
Jon Favreau, réalisateur du film.

- Titre original et français : Iron Man 2
- Réalisation : Jon Favreau
- Scénario : Justin Theroux, d'après le comics Iron Man créé par Stan Lee, d'après les personnages créés par Stan Lee, Don Heck, Larry Lieber et Jack Kirby
- Musique : John Debney
- Direction artistique : Page Buckner, Michael E. Goldman, David F. Klassen et Suzan Wexler
- Décors : J. Michael Riva
- Costumes : Mary Zophres
- Photographie : Matthew Libatique
- Son : Christopher Boyes, Lora Hirschberg, William Stein
- Montage : Dan Lebental et Richard Pearson
- Production : Kevin Feige
  - Coproduction : Victoria Alonso (en) et Jeremy Latcham
  - Production déléguée : Susan Downey, Jon Favreau, Stan Lee, Louis D'Esposito (es), Alan Fine (en), David Maisel (en) et Denis L. Stewart
  - Production associée : Karen Gilchrist et Eric Heffron
- Sociétés de production[1] : Marvel Studios, en association avec Fairview Entertainment, présenté par Paramount Pictures et Marvel Entertainment
- Société de distribution : Paramount Pictures
- Budget : 200 millions de $[2]
- Pays de production :  États-Unis
- Langues originales : anglais, français, russe
- Format[3] : couleur (DeLuxe) - 35 mm / 70 mm / D-Cinema - 2,39:1 (Cinémascope) (Panavision) - son DTS | Dolby Digital | SDDS | Sonics-DDP | Dolby Atmos
- Genre : action, aventures, science-fiction, super-héros
- Durée : 124 minutes
- Dates de sortie[4] :
  - États-Unis : 26 avril 2010 (première mondiale à Los Angeles)[5] ; 7 mai 2010[6]
  - France, Belgique, Suisse romande : 28 avril 2010[7],[8],[9]
  - Québec : 7 mai 2010[10]
- Classification[11] :
  - États-Unis : accord parental recommandé, film déconseillé aux moins de 13 ans (PG-13 - Parents Strongly Cautioned)[Note 3]
  - France : tous publics[12]
  - Belgique : tous publics (Alle Leeftijden)[8]
  - Suisse romande : interdit aux moins de 12 ans[13]
  - Québec : tous publics - déconseillé aux jeunes enfants (G - General Rating)[10]

## Distribution
- Robert Downey Jr. (VF : Bernard Gabay ; VQ : Daniel Picard) : Tony Stark / Iron Man
- Gwyneth Paltrow (VF : Barbara Kelsch ; VQ : Mélanie Laberge) : Pepper Potts[14]
- Don Cheadle (VF : Sidney Kotto ; VQ : François L'Écuyer) : le lieutenant-colonel James « Rhodey » Rhodes / War Machine[14]
- Samuel L. Jackson (VF : Thierry Desroses ; VQ : Éric Gaudry) : Nick Fury, directeur du SHIELD[15]
- Mickey Rourke (VF : Michel Vigné ; VQ : Benoît Rousseau) : Ivan Vanko / Whiplash
- Scarlett Johansson (VF : Julia Vaidis-Bogard ; VQ : Camille Cyr-Desmarais) : Natasha Romanoff / Black Widow
- Sam Rockwell (VF : Guillaume Lebon ; VQ : Gilbert Lachance) : Justin Hammer[14]
- Clark Gregg (VF : Jean-Pol Brissart ; VQ : François Godin) : Phil Coulson, agent du SHIELD
- John Slattery (VF : Tony Joudrier ; VQ : Frédéric Desager) : Howard Stark[16]
- Jon Favreau (VF : Yann Guillemot ; VQ : Sylvain Hétu) : Harold « Happy » Hogan (en)
- Paul Bettany (VF : Philippe Faure ; VQ : Daniel Roy) : JARVIS (voix)
- Kate Mara (VF : Julia Maraval ; VQ : Catherine Proulx-Lemay) : un US Marshal
- Leslie Bibb (VF : Laura Préjean ; VQ : Aurélie Morgane) : Christine Everhart
- Garry Shandling (VF : Richard Leblond ; VQ : Marc Bellier) : le sénateur Stern
- Christiane Amanpour : elle-même
- Philippe Bergeron : l'inspecteur Lemieux
- Tim Guinee (VF : Patrick Borg ; VQ : Antoine Durand) : le major Allen
- Larry Ellison : lui-même
- DJ AM : lui-même
- Eric L. Haney : le général Meade
- Evguéni Lazarev : Anton Vanko
- Stan Lee : un journaliste confondu avec Larry King (caméo)
- Helena Mattsson : Rebecca
- Anya Monzikova : Rebeka
- Margy Moore : Bambi Arbogast
- Olivia Munn : Chess Roberts
- Elon Musk : lui-même
- Jack White : Jack
- Max Favreau : Peter Parker (petit garçon avec le masque d'Iron Man)
- Davin Ransom : Tony Stark, jeune

Source : version québécoise (VQ) sur doublage.qc.ca

Photos des acteurs principaux
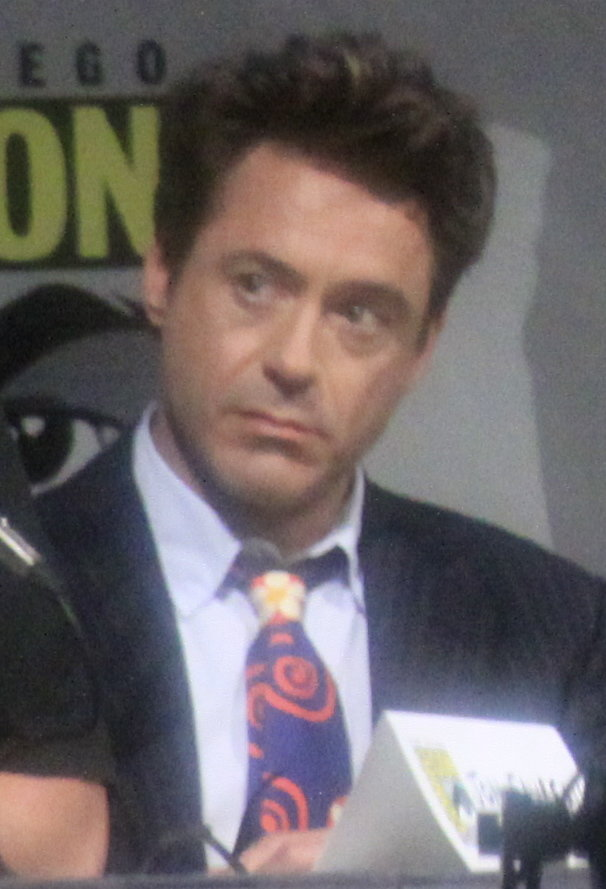
Robert Downey Jr..
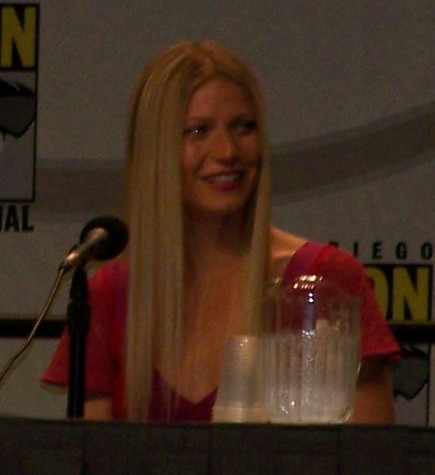
Gwyneth Paltrow.
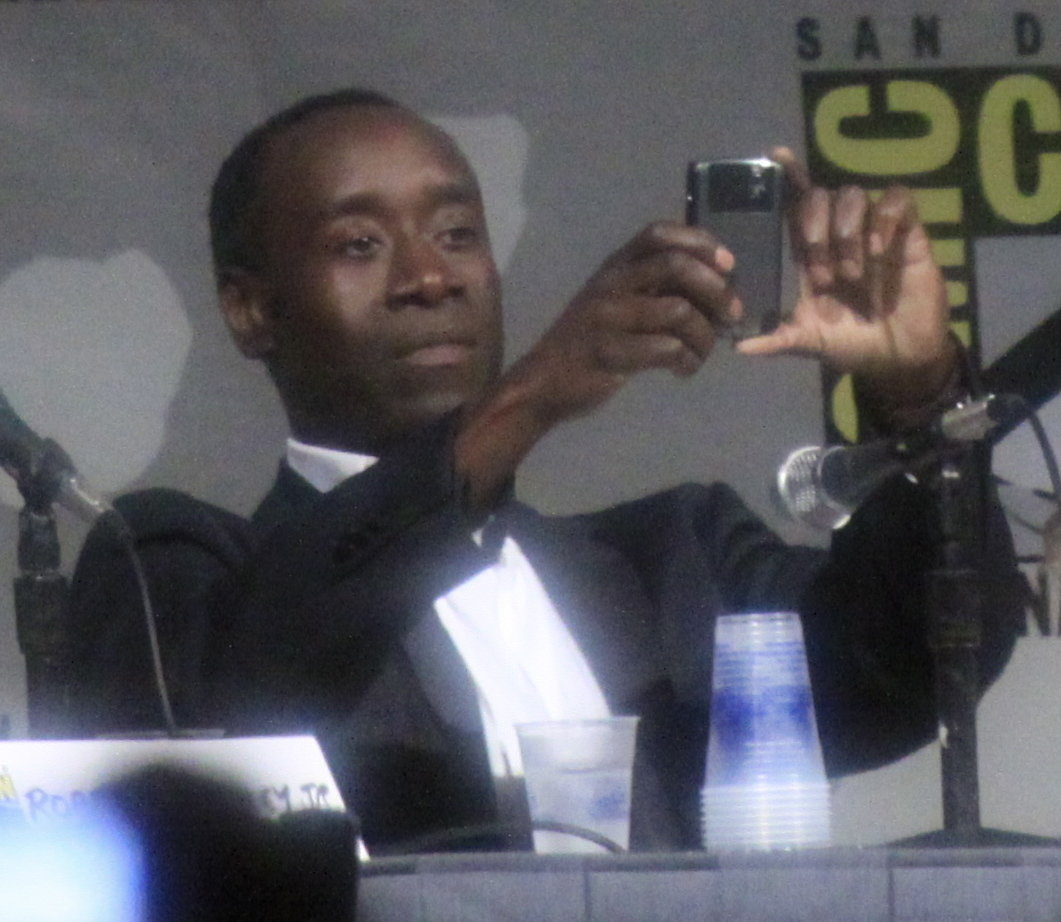
Don Cheadle.
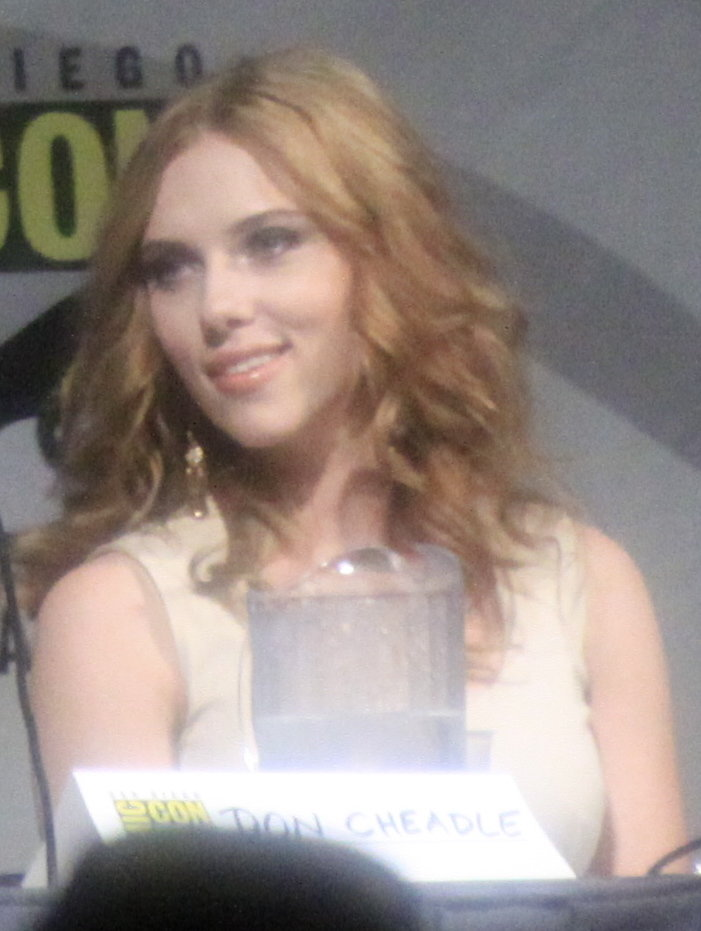
Scarlett Johansson.
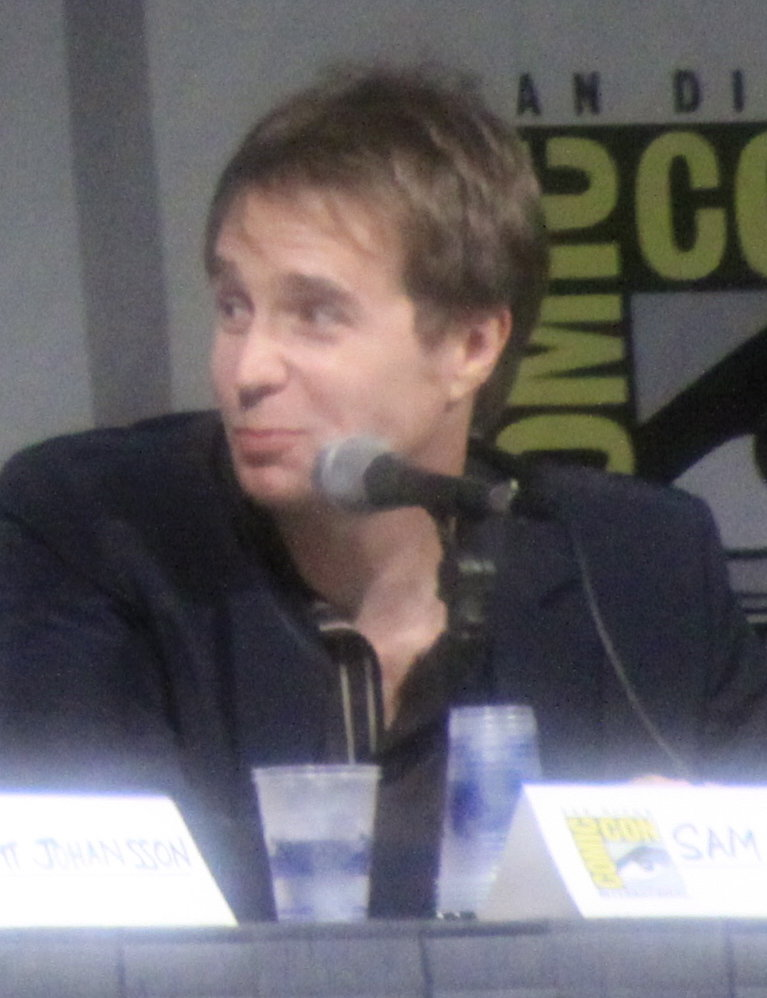
Sam Rockwell.
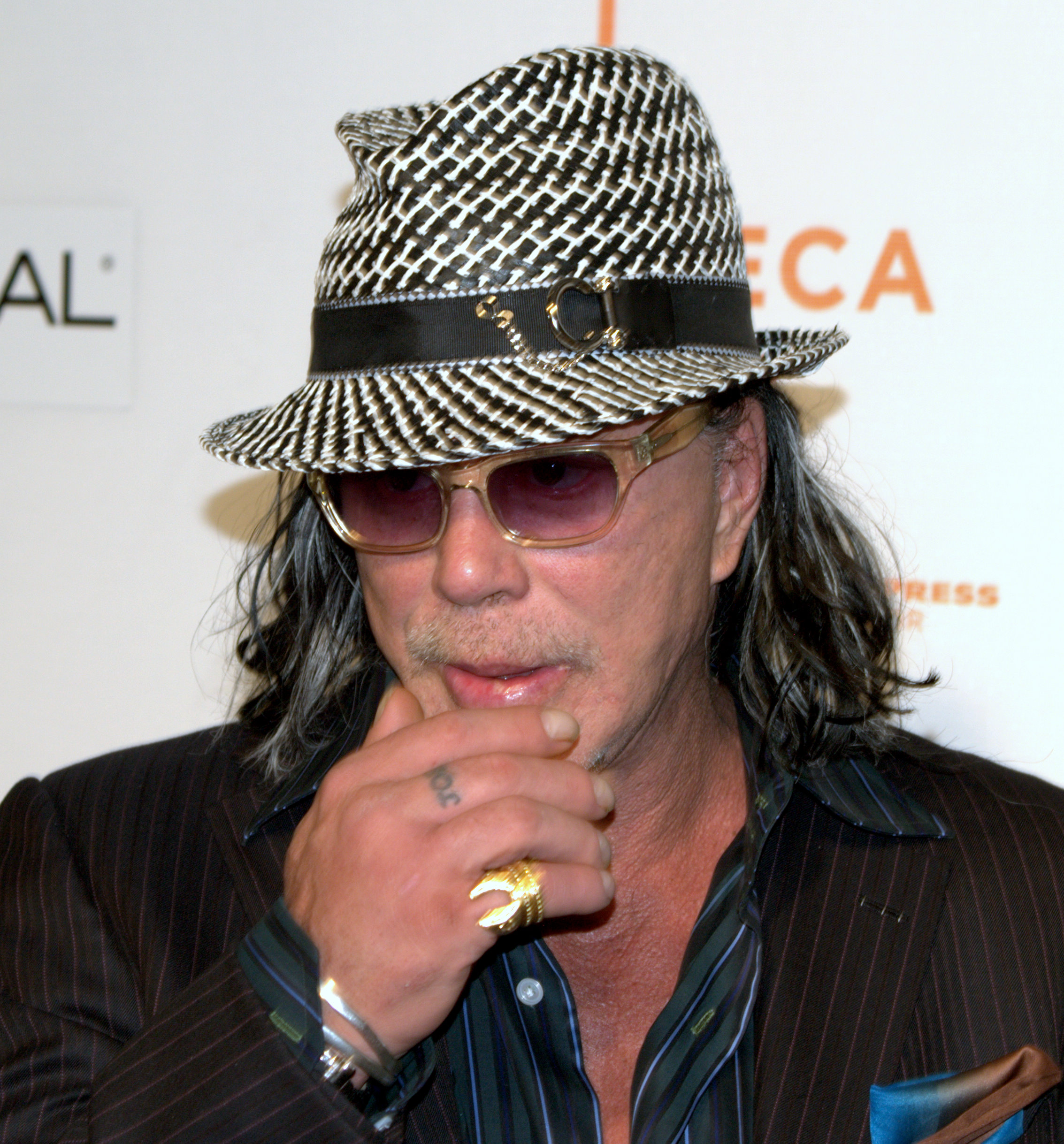
Mickey Rourke.
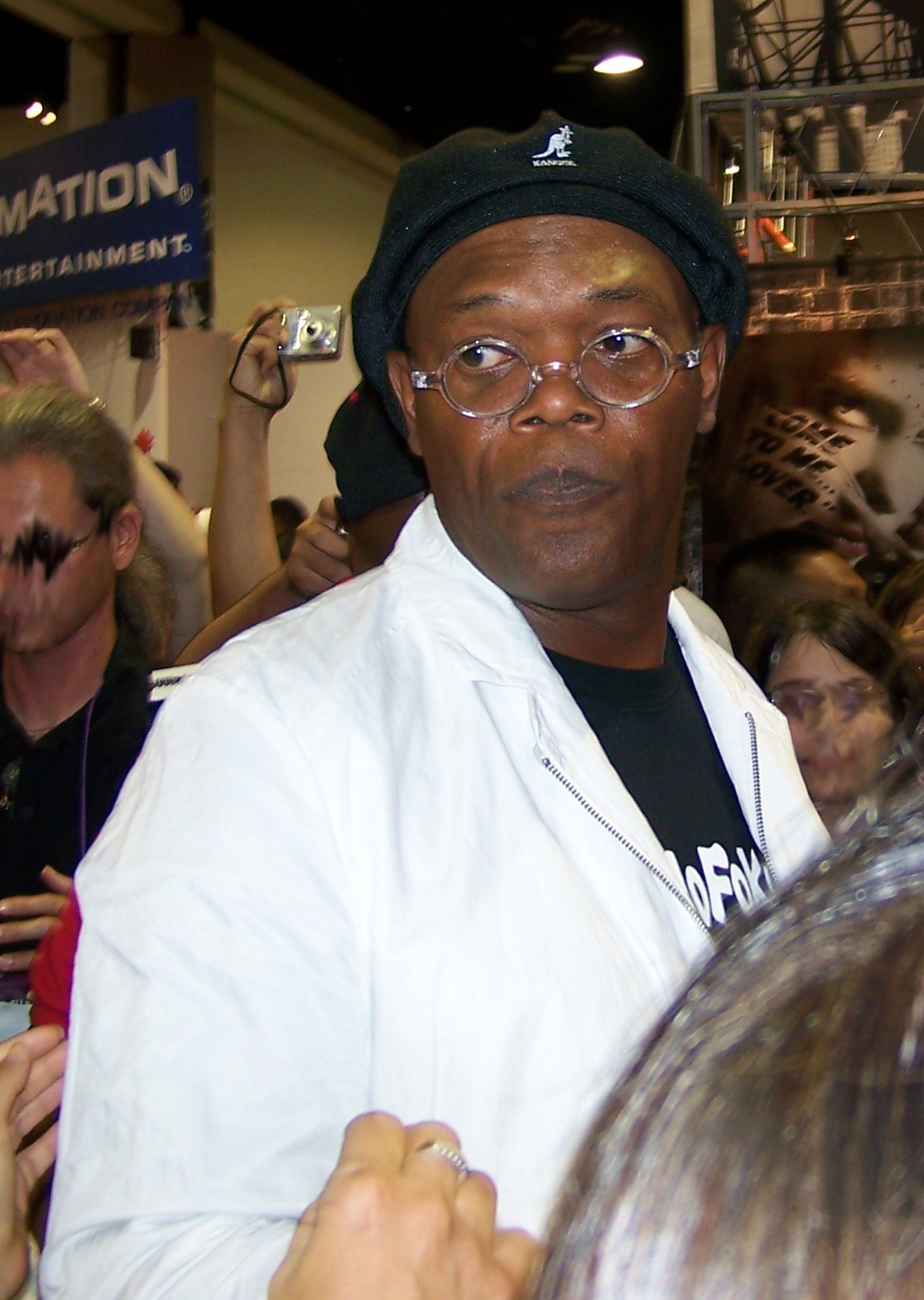
Samuel L. Jackson.
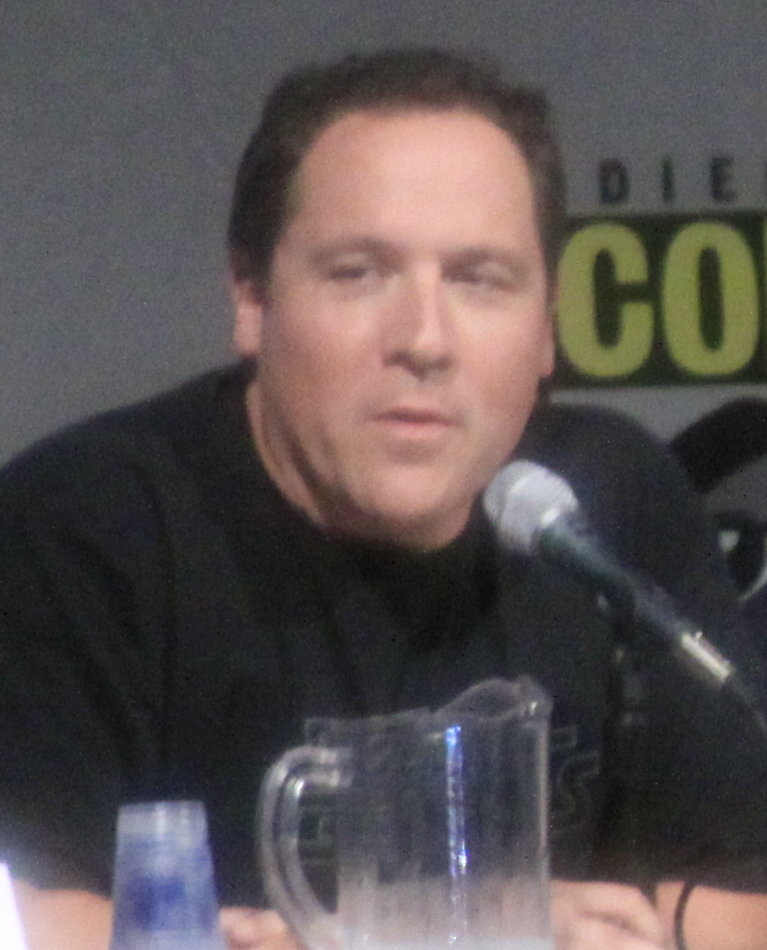
Jon Favreau.

## Production

### Attribution des rôles
Don Cheadle remplace ici Terrence Howard dans le rôle de James Rhodes, alias War Machine. Terrence Howard devait initialement reprendre son rôle dans Iron Man 2 mais cela a été compromis par plusieurs désaccords entre l'acteur et la production. Les deux acteurs ont déjà joué ensemble dans Collision en 2004.

### Tournage
La scène de course se déroule à Monaco.
Le tournage a commencé à partir d’avril 2009.

### Post-production
Alors que le premier film possédait un doublage réalisé en France même pour la version québécoise, celui d’Iron Man 2 fut réalisé au Canada.

## Bande originale

### John Debney
La bande originale du film a été composée par John Debney en 2010, sous le titre Iron Man 2: Original Motion Picture Score.

### AC/DC
La bande-son du film est une compilation du groupe de hard rock AC/DC, sortie en avril 2010, comprenant les titres du groupe utilisés pour le film.

## Accueil

### Sortie
Le 7 avril 2010, Paramount annonce qu'il distribuera le film Iron Man 2, produit par Marvel Studios, désormais une filiale de Disney, et qu'il aura sa première américaine le 4 mai 2010 au El Capitan Theatre de Hollywood, salle détenue par Disney.

### Accueil critique
Il a reçu un accueil critique assez bon, recueillant 73 % de critiques positives, avec une note moyenne de 6,5/10 sur la base de 298 critiques collectées, sur le site agrégateur de critiques Rotten Tomatoes. Sur Metacritic, il obtient un score de 57/100 sur la base de 40 critiques collectées.
En France, le film obtient une note moyenne de 3,1⁄5 sur le site Allociné, qui recense 20 titres de presse.

### Box-office
| Pays ou région        | Box-office                       | Date d'arrêt du box-office | Nombre de semaines |
| --------------------- | -------------------------------- | -------------------------- | ------------------ |
| États-Unis            | 312 433 331 $                    | ...                        | ...                |
| France                | 2 575 265 entrées (19 792 160 $) | ...                        | ...                |
| Total hors États-Unis | 311 500 000 $                    | ...                        | ...                |
| Total mondial         | 623 933 331 $                    | ...                        | ...                |

## Distinctions
Entre 2009 et 2011, le film Iron Man 2 a été sélectionné 51 fois dans diverses catégories et a remporté 7 récompenses,.

### Nominations
- Teen Choice Awards 2010 :
  - meilleur film de science-fiction ou de fantasy
  - meilleur acteur dans un film de science-fiction ou de fantasy pour Robert Downey Jr.
  - meilleure actrice dans un film de science-fiction ou de fantasy pour Scarlett Johansson et Gwyneth Paltrow
  - meilleure scène de danse pour Robert Downey Jr.
  - meilleure scène de bagarre pour Robert Downey Jr. et Don Cheadle contre les drones de Hammer
- BET Awards 2011 : meilleur acteur pour Don Cheadle
- MTV Movie Awards 2011 : 
  - meilleur méchant pour Mickey Rourke
  - acteur le plus badass (littéralement « balèze / dur à cuire ») pour Robert Downey Jr.[28]
- Oscars 2011 : meilleurs effets visuels pour Janek Sirrs, Ben Snow, Ged Wright et Daniel Sudick
- People's Choice Awards 2011 :
  - alchimie à l'écran préférée pour Robert Downey Jr. et Don Cheadle
  - acteur d'action préféré pour Robert Downey Jr.

## Autour du film
Le 1er juillet 2013, Disney rachète les droits de distribution sur 4 films Marvel Studios distribués par Paramount Pictures entre 2008 et 2011 : Iron Man, Iron Man 2, Thor et Captain America.
- Lorsque Tony Stark ouvre la malle contenant les affaires de son père Howard Stark, ont peut y voir un schéma du cube cosmique ainsi qu'un comics Captain America Comics n°1 publié en mars 1941.
- On peut voir Tony Stark caler son accélérateur de particules avec une ébauche du bouclier de Captain America qu'Howard inventa pendant la Seconde Guerre mondiale.
- Spider-Man apparaît dans une scène en tant que Peter Parker, c'est un petit garçon sous un masque d'Iron Man que le super-héros sauve.
- À la fin du film, Tony regarde un dossier « Avengers » sur le bureau de Nick Fury. Au même moment, un reportage sur l'affrontement entre l'armée et Hulk à l'université de Culver est diffusé. Ce reportage est tiré de L’Incroyable Hulk.
- Le milliardaire Elon Musk fait un caméo dans la scène du grand prix de Monaco, où il rencontre Tony Stark. En effet ce serait Musk qui aurait inspiré la manière d'être de Tony Stark dans l'adaptation cinématographique.

## Éditions en vidéo
Le film est sorti en DVD et Blu-ray le 26 octobre 2010 chez Paramount Pictures.

## Suite
Le 26 mars 2010, Robert Downey Jr. déclare que Iron Man 3 est en préparation pour 2013.
Cette suite s'inscrit elle aussi dans l'univers cinématographique Marvel : elle compte comme la 7e étape et fait partie de la phase 2.